# (990) Yerkes
(990) Yerkes ist ein Asteroid des Hauptgürtels, der am 23. November 1922 vom belgischen Astronomen George Van Biesbroeck am Yerkes-Observatorium in Williams Bay, Wisconsin entdeckt wurde.
Der Name ist abgeleitet vom Yerkes-Observatorium, wo der Asteroid entdeckt wurde.